# Juan Carlos Durán
Juan Carlos Durán Saucedo (Santa Cruz de la Sierra, 29 de julio de 1949-Santa Cruz de la Sierra, 13 de julio de 2023) fue un político, abogado y dirigente deportivo boliviano. Fue Ministro del Interior del presidente Víctor Paz Estenssoro entre 1987 y 1989. Además se desempeñó como senador por Santa Cruz, órgano del que fue presidente entre los períodos de 1993 a 1994 y de 1995 a 1996.
Fue el candidato presidencial del Movimiento Nacionalista Revolucionario (MNR) en las elecciones de 1997, donde obtuvo el segundo puesto. En el ámbito deportivo, fue presidente del Club Real Santa Cruz en la década de 1990. Durante su gestión como tal se construyó el estadio del equipo, que llevó su nombre hasta 2018.

## Elecciones presidenciales de 1997
En las elecciones de 1997, en las cuales resultó en segundo lugar con el 18.20 %, siendo derrotado por el expresidente Hugo Banzer Suárez con el 22.26 %, que fue proclamado por el congreso boliviano como presidente, dado que la constitución de entonces establecía este sistema. Esta elección supuso la pérdida de casi la mitad del caudal de votos del MNR con respecto a las elecciones de 1993, que proclamaron a Gonzalo Sánchez de Losada como presidente.
Como parte de su campaña presidencial prometió el juzgamiento de los crímenes de lesa humanidad que se hubiesen cometido durante el mandato de Banzer Suárez como dictador.
Luego de esta elección, se retiró de la política y se dedicó a la actividad privada en la ciudad de Santa Cruz de la Sierra.

## Fallecimiento
En los primeros meses del 2023 se informaba de los padecimientos de Durán, al grado de encontrarse en terapia intensiva. Finalmente, el 13 de julio de 2023, la familia de Juan Carlos Durán dio a conocer mediante las redes sociales y a la prensa el deceso del destacado político, dirigente deportivo y abogado a sus 74 años, en su ciudad natal a causa del cáncer que lo aquejaba, a las 13:30 horas del día jueves 13 de julio (hora local). Muchas personalidades públicas (sobretodo políticos del MNR) lo recuerdan como un hombre que buscaba, el diálogo y la concertación, además de ser un hombre amable y buscando la cordialidad con las personas.